# Gundkopf
Der Gundkopf ist ein 2063 m ü. NHN hoher Nebengipfel des Westlichen Wengenkopfs in dem Bergzug, der vom Nebelhorn zum Rubihorn zieht. Er liegt südwestlich vom Nebelhorn. Am Gundkopf zweigt nach Norden der Kamm ab, der das Illertal östlich begrenzt und im Imberger Horn bei Hindelang endet. Dieser Kamm trägt als wichtigsten Gipfel den Entschenkopf.
Auf den Gundkopf führt kein markierter Weg, sondern nur Steigspuren (sowohl vom Nebelhorn als auch vom Geißfuß). Alle Anstiege erfordern Trittsicherheit und Schwindelfreiheit.